# Distrito de Huando
El Distrito peruano de Huando es uno de los 19 distritos que conforman la provincia de Huancavelica, ubicada en el Departamento de Huancavelica, bajo la administración del Gobierno Regional de Huancavelica, en la zona de los Andes centrales del Perú.  Limita por el norte con el Distrito de Izcuchaca (Provincia de Tajacaja); por el sur con el Distrito de Palca (Provincia de Huancavelica); por el este con el Distrito de Acoria (Provincia de Huancavelica); y, por el oeste, con los distritos de Laria y Nuevo Occoro (Provincia de Huancavelica).
Desde el punto de vista jerárquico de la Iglesia católica, forma parte de la diócesis de Huancavelica.

## Toponimia
El nombre de este distrito proviene de la voz quechua Q.II, " wantuy": acarrear en hombros o trasladar algo en parihuela o palanquín.

## Historia
Fue creado el 16 de noviembre de 1892 mediante ley emitida por el Congreso de la República del Perú, en el gobierno del Presidente Remigio Morales Bermúdez. En virtud a la Ley 25197, Huando fue anexado a la provincia de Tayacaja, Región Andrés A. Cáceres. Actualmente pertenece a la provincia de Huancavelica de acuerdo al fallo del 11 de noviembre de 1999 del Tribunal Constitucional.

## Capital
Su capital es la ciudad de Huando, cuya fundación española por Don Jerónimo de Silva tuvo lugar el 1 de junio de 1571 con el nombre de Santísima Trinidad de Huando.

## Autoridades

### Municipales
- 2019 - 2022[2]
  - Alcalde: Rigoberto Gallegos Escobar, del Movimiento Regional Ayni.
  - Regidores:

  1. Félix Américo Inga Yauri (Movimiento Regional Ayni)
  2. Marleni Vidal Porras (Movimiento Regional Ayni)
  3. Julián Chocca Sánchez (Movimiento Regional Ayni)
  4. Juan Vilcas Ñahuinripa (Movimiento Regional Ayni)
  5. Nilo Raúl Barreto Landeo (Movimiento Independiente Trabajando para Todos)

Alcaldes anteriores
- 2011 - 2014:[3] Policarpo Serpa Mendoza, Movimiento independiente Trabajando Para Todos (TPT).
- 2007 - 2010: Robert Gerónimo Guerra Quinteros.

### Policiales
- Comisario:  PNP.